# Trova Amici
Trova Amici (conosciuto anche come Find my Friends, dal suo nome originale in lingua inglese) è un'applicazione sviluppata da Apple Inc. per tutti i dispositivi che montano come sistema operativo iOS e watchOS, inclusa nel pacchetto di funzionalità di iCloud. Permette all'utente di condividere la posizione del suo dispositivo in tempo reale, a un certo gruppo di persone, e di visualizzare su di una mappa la posizione dei dispositivi collegati a persone che l'utente ha aggiunto, le quali hanno accettato di condividere la loro posizione.

## Storia
Trova Amici è stato presentato per la prima volta durante l'evento "Let's Talk iPhone", il 4 ottobre 2011. La prima versione ha visto la sua comparsa sull'App Store qualche ora prima del rilascio ufficiale di iOS 5, ma comunque sempre nella giornata stessa prevista per la distribuzione al pubblico.

### Cronologia delle versioni
| Versione | Data              | Cambiamenti |
| -------- | ----------------- | --- |
| 1.0      | 11 ottobre 2011   | Versione di lancio |
| 1.1      | 7 marzo 2012      | Aggiunto il supporto per i dispositivi con retina display Correzione errori Miglioramenti alla stabilità                                                                            |
| 2.0      | 19 settembre 2012 | Avvisi localizzati (richiede iOS 6 o successivi) Suggerimenti di amici Aggiunta dei preferiti                                                                                       |
| 2.0.1    | 29 ottobre 2012   | Ora gli amici in modalità condivisione temporanea sono elencati sotto "Chi ti segue" nel pannello "Io" Le notifiche della propria posizione escono nel pannello "Io" dei tuoi amici |
| 2.1      | 28 marzo 2013     | Nuova funzione di ricerca per gli avvisi localizzati (richiede iOS 6.1 o successivi)                                                                                                |
| 2.1.1    | 22 agosto 2013    | Risoluzione di errori e maggiore stabilità |
| 3.0      | 19 novembre 2013  | L'applicazione viene aggiornata con il nuovo design di iOS 7 |
| 4.0      | 17 settembre 2014 | Aggiunto il supporto a iOS 8 |
| 4.1      | 16 ottobre 2014   | Correzione di bug e miglioramento della stabilità |

## Funzionalità
Trova Amici offre la possibilità all'utente, previa registrazione con ID Apple, di condividere la sua posizione su Internet. Egli dovrà aggiungere gli amici con cui desidera condividere tale posizione, i quali potranno decidere se condividere a loro volta o meno. È possibile anche visualizzare tutti gli amici su di un'unica mappa, dove il pallino blu rappresenta il luogo dove si trova l'utente (con eventuali arrotondamenti dovuti alla precisione del GPS) e quelli viola gli amici sparsi per il globo.
Ogni qual volta si apre l'applicativo, questo presenterà un elenco degli amici che condividono con l'utente la loro posizione ed inizierà automaticamente la localizzazione dei loro dispositivi. Il servizio di Trova Amici è sempre attivo ed è possibile localizzare anche coloro che non hanno aperto l'applicazione in quel momento, indipendentemente quindi dallo stato del loro telefono (purché sia acceso e disponga di una connessione ad Internet).
L'applicazione è compatibile con tutti i dispositivi che possono essere aggiornati ad iOS 5, indipendentemente che siano iPhone, iPad, iPod touch o Mac.

## Privacy
Il software mette a disposizione dell'utente diverse opzioni per permettergli di garantire la sua privacy: oltre alla possibilità di aggiungere e condividere la posizione con degli amici temporanei, i quali non potranno più ricevere aggiornamenti dopo un certo periodo di tempo, è possibile interrompere per un certo lasso di tempo il servizio, in modo che anche i propri amici non siano in grado di localizzare il proprio dispositivo. In quest'ultimo caso, gli altri utenti non vedranno altro che lo stesso messaggio che viene visualizzato quando è impossibile ottenere la posizione del dispositivo (come se questo fosse disconnesso da Internet). Inoltre, è possibile impostare delle restrizioni sull'utilizzo di Trova Amici da parte dei bambini.
I problemi relativi all'utilizzo di questo tipo di applicativi, in termini di privacy, restano comunque molti e le discussioni in proposito sono ancora molte e aperte.
È anche possibile essere avvisati con una notifica, qualora un amico entrasse in un range prestabilito.